# Miszyna gora
Miszyna gora, krater Miszynogorski (ros. Мишиногорский кратер) – krater uderzeniowy w Rosji, w pobliżu jeziora Pejpus w obwodzie pskowskim.
Krater ma 2,5 km średnicy i powstał około 300 milionów lat temu (w karbonie lub permie); skały krateru odsłaniają się na powierzchni ziemi.